# Mines de fer de Saint-Priest
Les mines de fer de Saint-Priest sont des mines situées en France sur la commune de Saint-Priest, dans le département de l'Ardèche en région Rhône-Alpes.
Les puits no 2 et no 9 font l’objet d'une inscription au titre des monuments historiques depuis le 17 juillet 1995.

## Localisation
Les mines sont situées sur la commune de Saint-Priest, dans le département français de l'Ardèche.

## Historique
L'édifice est inscrit au titre des monuments historiques en 1995.